# Morannes-sur-Sarthe
Morannes-sur-Sarthe est une ancienne commune nouvelle française située dans le département de Maine-et-Loire, en région Pays de la Loire.
Créée le 1er janvier 2016, de la fusion des communes Morannes et Chemiré-sur-Sarthe, elle a fusionné le 1er janvier 2017 avec la commune voisine de Daumeray pour former la commune nouvelle de Morannes sur Sarthe-Daumeray.

## Géographie
Il convient de se reporter aux articles consacrés aux anciennes communes fusionnées.

## Toponymie
Il convient de se reporter aux articles consacrés aux anciennes communes fusionnées.

## Histoire
Il convient de se reporter aux articles consacrés aux anciennes communes fusionnées.

## Politique et administration

### Liste des maires
| Période      | Période       | Identité     | Étiquette | Qualité |
| ------------ | ------------- | ------------ | --------- | ------- |
| janvier 2016 | décembre 2016 | Gilbert Kahn |           |         |

### Composition
La commune nouvelle était formée par la réunion de 2 anciennes communes : 
| Nom                | Code Insee | Intercommunalité         | Superficie (km2) | Population (dernière pop. légale) | Densité (hab./km2) |
| ------------------ | ---------- | ------------------------ | ---------------- | --------------------------------- | ------------------ |
| Morannes (siège)   | 49220      | CC des Portes-de-l'Anjou | 40,73            | 1 800 (2013)                      | 44                 |
| Chemiré-sur-Sarthe | 49093      | CC des Portes-de-l'Anjou | 6,62             | 260 (2013)                        | 39                 |

## Population et société

### Démographie
L'évolution du nombre d'habitants est connue à travers les recensements de la population effectués dans la commune depuis 2014. À partir du 1er janvier 2009, les populations légales des communes sont publiées annuellement dans le cadre d'un recensement qui repose désormais sur une collecte d'information annuelle, concernant successivement tous les territoires communaux au cours d'une période de cinq ans. 
Pour les communes de moins de 10 000 habitants, une enquête de recensement portant sur toute la population est réalisée tous les cinq ans, les populations légales des années intermédiaires étant quant à elles estimées par interpolation ou extrapolation. Pour la commune, le premier recensement exhaustif entrant dans le cadre du nouveau dispositif a été réalisé en 2015,.
En 2014, la commune comptait 2 076 habitants.
| 2014  |
| ----- |
| 2 076 |

## Économie
Il convient de se reporter aux articles consacrés aux anciennes communes fusionnées.

## Culture locale et patrimoine
Il convient de se reporter aux articles consacrés aux anciennes communes fusionnées.